# وانگ جوان
وانگ جوان (انگلیسی: Wang Juan؛ زادهٔ ۵ مارس ۱۹۸۲) جودوکار زن اهل چین بود. وی در بازی‌های المپیک تابستانی ۲۰۰۸ شرکت کرده‌است.